# Chermen Valiev
Chermen Akhsarbekovich Valiev (en russe : Чермен Ахсарбекович Валиев), né le 10 décembre 1998 en Ossétie du Nord, est un lutteur russe spécialisé dans la lutte libre ayant opté pour la nationalité Albanaise à partir de 2024. Il lutte dans la catégorie des poids welter (-74 kg)

## Carrière sportive
Valiev est champion national russe et également champion du monde et d'Europe des moins de 23 ans en 2021 ; il est plusieurs fois titré en grand prix : en 2018 à Nefteyugansk (-70 kg), en 2019 à Vladikavkaz (-70 kg) et en 2022 à Krasnoyarsk (-74 kg).
Après avoir été opté pour la nationalité albanaise en 2024, Valiev remporte le grand prix de Tirana. En mai 2024, il décroche sa qualification aux Jeux olympiques d'été de 2024 lors du TQO mondial avec certes une défaite en demi-finale contre le Tadjik Viktor Rassadin mais une ultime victoire en rattrapage face au Turc Soner Demirtaş. Dans le tournoi masculin des -74kg, Valiev est battu en quarts de finale par Razambek Zhamalov ; Zhamalov décrochant sa place en finale (puis le titre olympique), Valiev est repêché pour le combat à la médaille de bronze et enchaine deux victoire face au Biélorusse Mahamedkhabib Kadzimahamedau (concourant sous bannière neutre) puis en prenant sa revanche sur le Tadjik Rassadin. Il devient ainsi le premier médaillé olympique de l'Albanie.